# Paul Winter (friidrottare)
Paul Winter, född 6 februari 1906 i Ribeauvillé, död 22 februari 1992 i Poitiers, var en fransk friidrottare.
Winter blev olympisk bronsmedaljör i diskus vid sommarspelen 1932 i Los Angeles.